# Nephthea digitata
Nephthea digitata är en korallart som först beskrevs av Wright och Studer 1889.  Nephthea digitata ingår i släktet Nephthea och familjen Nephtheidae. Inga underarter finns listade i Catalogue of Life.